# 筇竹
筇竹（学名：Qiongzhuea tumidinoda）是禾本科筇竹属的植物，是中国的特有植物。分布在中国大陆的云南的昭通、四川的宜宾等地，生长于海拔1,430米至2,200米的地区，一般生于山坡，是著名笋用竹和工艺用竹。目前尚未由人工引种栽培。
现接受名为筇竹(Chimonobambusa tumidissinoda Ohrnb.,1990)。

## 别名
罗汉竹（中国竹谱）